# زنبورهای سوسکی
زنبورهای سوسکی (نام علمی: Ampulicidae) نام یک تیره از بالاخانواده زنبورواران است.